# العلاقات السويسرية اللاوسية
العلاقات السويسرية اللاوسية هي العلاقات الثنائية التي تجمع بين سويسرا ولاوس.

## مقارنة بين البلدين
هذه مقارنة عامة ومرجعية للدولتين:
| وجه المقارنة                                              | سويسرا                                                                                      | لاوس        |
| --------------------------------------------------------- | ------------------------------------------------------------------------------------------- | ----------- |
| المساحة (كم2)                                             | 41.28 ألف                                                                                   | 236.80 ألف  |
| عدد السكان (نسمة)                                         | 8.21 مليون                                                                                  | 6.86 مليون  |
| الكثافة السكانية (ن./كم²)                                 | 198.89                                                                                      | 28.97       |
| العاصمة                                                   | برن                                                                                         | فيينتيان    |
| اللغة الرسمية                                             | اللغة الألمانية، اللغة الإيطالية، لغة فرنسية، اللغة الرومانشية، الألمانية السويسرية الموحدة | اللغة اللاو |
| العملة                                                    | فرنك سويسري                                                                                 | كيب لاوي    |
| الناتج المحلي الإجمالي (بليون دولار)                      | 678.89 مليار                                                                                | 16.85 مليار |
| الناتج المحلي الإجمالي (تعادل القوة الشرائية) بليون دولار | 518.07 مليار                                                                                | 38.71 مليار |
| الناتج المحلي الإجمالي الاسمي للفرد دولار أمريكي          | 80.94 ألف                                                                                   | 1.82 ألف    |
| الناتج المحلي الإجمالي للفرد دولار أمريكي                 | 59.54 ألف                                                                                   |             |
| مؤشر التنمية البشرية                                      | 0.930                                                                                       | 0.575       |
| رمز المكالمات الدولي                                      | +41                                                                                         | +856        |
| رمز الإنترنت                                              | .ch، .swiss ‏                                                                                | .la         |
| المنطقة الزمنية                                           | توقيت وسط أوروبا، ت ع م+01:00، ت ع م+02:00، أوروبا/زيورخ ‏                                   | ت ع م+07:00 |

## منظمات دولية مشتركة
يشترك البلدان في عضوية مجموعة من المنظمات الدولية، منها:
| علم المنظمة | اسم المنظمة                        | تاريخ انضمام سويسرا | تاريخ انضمام لاوس |
| ----------- | ---------------------------------- | ------------------- | ----------------- |
|             | مؤسسة التمويل الدولية              | 29 مايو 1992        | 29 يناير 1992     |
|             | منظمة حظر الأسلحة الكيميائية       | ?                   | ?                 |
|             | يونسكو                             | 28 يناير 1949       | 9 يوليو 1951      |
|             | الأمم المتحدة                      | 10 سبتمبر 2002      | 14 ديسمبر 1955    |
|             | منظمة الشرطة الجنائية الدولية      | ?                   | ?                 |
|             | البنك الدولي للإنشاء والتعمير      | 29 مايو 1992        | 5 يوليو 1961      |
|             | مؤسسة التنمية الدولية              | 29 مايو 1992        | 28 أكتوبر 1963    |
|             | بنك التنمية الآسيوي                | 1967                | 1966              |
|             | وكالة ضمان الاستثمار متعدد الأطراف | 12 أبريل 1988       | 5 أبريل 2000      |

## وصلات خارجية
- موقع وزارة الخارجية السويسرية